# Halterofilismo nos Jogos Olímpicos de Verão de 2012 - Até 69 kg masculino
A competição da categoria até 69 kg masculino do halterofilismo nos Jogos Olímpicos de Verão de 2012 foi realizada no dia 31 de julho no ExCeL, em Londres.
Originalmente o romeno Răzvan Martin conquistou a medalha de bronze, mas foi desclassificado em 25 de novembro de 2020 após a reanálise do seu teste antidoping acusar o uso das substâncias metenolona e estanozolol, além do anabolizante desidroclormetiltestosterona.

## Calendário
Horário local (UTC+1)
| Dia         | Horário | Fase    |
| ----------- | ------- | ------- |
| 31 de julho | 10:00   | Grupo B |
| 31 de julho | 19:00   | Grupo A |

## Recordes
Antes desta competição, os recordes mundiais e olímpicos da prova eram os seguintes:
| Recorde mundial  | Arranque  | BUL Georgi Markov   | 165 kg | Sydney, Austrália  | 20 de setembro de 2000 |
| Recorde mundial  | Arremesso | CHN Zhang Guozheng  | 197 kg | Qinhuangdao, China | 11 de setembro de 2003 |
| Recorde mundial  | Total     | BUL Galabin Boevski | 357 kg | Atenas, Grécia     | 24 de novembro de 1999 |
| Recorde olímpico | Arranque  | BUL Georgi Markov   | 165 kg | Sydney, Austrália  | 20 de setembro de 2000 |
| Recorde olímpico | Arremesso | BUL Galabin Boevski | 196 kg | Sydney, Austrália  | 20 de setembro de 2000 |
| Recorde olímpico | Total     | BUL Galabin Boevski | 357 kg | Sydney, Austrália  | 20 de setembro de 2000 |

## Medalhistas
| Ouro   | CHN Lin Qingfeng   |
| Prata  | INA Triyatno       |
| Bronze | PRK Kim Myong-hyok |

## Resultados
Nessa edição, participaram 24 atletas.
| Pos.              | Nome                         | Grupo | Peso  | Arranque (kg) | Arranque (kg) | Arranque (kg) | Arranque (kg) | Arremesso (kg) | Arremesso (kg) | Arremesso (kg) | Arremesso (kg) | Total (kg) |
| Pos.              | Nome                         | Grupo | Peso  | 1             | 2             | 3             | Res.          | 1              | 2              | 3              | Res.           | Total (kg) |
| ----------------- | ---------------------------- | ----- | ----- | ------------- | ------------- | ------------- | ------------- | -------------- | -------------- | -------------- | -------------- | ---------- |
| Medalha de ouro   | CHN Lin Qingfeng             | A     | 67.79 | 152           | 155           | 157           | 157           | 182            | 187            | 198            | 187            | 344        |
| Medalha de prata  | INA Triyatno                 | A     | 68.88 | 145           | 150           | 150           | 145           | 181            | 186            | 188            | 188            | 333        |
| Medalha de bronze | PRK Kim Myong-hyok           | B     | 68.78 | 140           | 145           | 145           | 145           | 177            | 184            | 187            | 184            | 329        |
| 4                 | VEN Junior Sánchez           | B     | 68.67 | 145           | 148           | 148           | 148           | 172            | 176            | 180            | 180            | 328        |
| 5                 | KOR Won Jeong-sik            | A     | 68.73 | 144           | 147           | 147           | 144           | 178            | 186            | 187            | 178            | 322        |
| 6                 | ALB Briken Calja             | A     | 68.96 | 143           | 146           | 146           | 143           | 173            | 174            | 177            | 177            | 320        |
| 7                 | EGY Mohamed Abdelbaki        | A     | 68.97 | 141           | 145           | 145           | 145           | 171            | 176            | 176            | 171            | 316        |
| 8                 | PRK Kim Kum-sok              | A     | 68.61 | 140           | 140           | 145           | 140           | 175            | 181            | 181            | 175            | 315        |
| 9                 | INA Deni                     | A     | 67.63 | 140           | 140           | 145           | 140           | 170            | 171            | 177            | 171            | 311        |
| 10                | TKM Daniyar Ismayilov        | B     | 68.06 | 140           | 145           | 150           | 145           | 160            | 165            | 170            | 165            | 310        |
| 11                | COL Doyler Sánchez           | B     | 68.11 | 135           | 138           | 140           | 138           | 170            | 170            | 174            | 170            | 308        |
| 12                | IND Katulu Ravi Kumar        | B     | 68.67 | 136           | 141           | 141           | 136           | 167            | 176            | 176            | 167            | 303        |
| 13                | THA Atthaphon Daengchanthuek | B     | 68.83 | 130           | 135           | 135           | 130           | 165            | 170            | 170            | 170            | 300        |
| 14                | GBR Gareth Evans             | B     | 68.31 | 125           | 130           | 133           | 130           | 153            | 158            | 160            | 158            | 288        |
| 15                | TUR Bünyamin Sezer           | B     | 66.95 | 120           | 125           | 130           | 130           | 135            | 145            | 153            | 145            | 275        |
| —                 | ARM Arakel Mirzoyan          | A     | 68.73 | 148           | 148           | 151           | 148           | 177            | 177            | 181            | —              | —          |
| —                 | ALB Daniel Godelli           | A     | 68.49 | 142           | 145           | 145           | —             | —              | —              | —              | —              | —          |
| —                 | AZE Afgan Bayramov           | A     | 68.54 | 142           | 142           | 142           | —             | —              | —              | —              | —              | —          |
| —                 | UZB Bakhram Mendibaev        | B     | 68.69 | 135           | 135           | 135           | —             | —              | —              | —              | —              | —          |
| —                 | FRA Vencelas Dabaya          | A     | 68.66 | 135           | 135           | 135           | —             | —              | —              | —              | —              | —          |
| —                 | FRA Bernardin Matam          | A     | 68.32 | 143           | 143           | 144           | —             | —              | —              | —              | —              | —          |
| —                 | ROU Răzvan Martin            | A     | 68.61 | 149           | 152           | 152           | 152           | 177            | 180            | 182            | 180            | 332 DSQ    |
| —                 | TUR Mete Binay               | A     | 68.70 | 150           | 150           | 153           | 150           | 175            | 180            | 180            | 175            | 325 DSQ    |
| —                 | AZE Sardar Hasanov           | B     | 68.77 | 138           | 145           | 150           | 145           | 167            | 176            | 181            | 176            | 321 DSQ    |

Legenda
| Recorde mundial      | Recorde mundial (World record)               |                       | Recorde africano                      | Recorde africano (African) |                                           | Q | Classificado por posição (Qualified) |
| Recorde olímpico     | Recorde olímpico (Olympic record)            | Recorde da América    | Recorde da América (Americas)         | q                          | Classificado por melhor tempo (Qualified) |   |                                      |
| Melhor marca do ano  | Melhor marca do ano (World leading)          | Recorde asiático      | Recorde asiático (Asian)              | DNS                        | Não largou (Did not start)                |   |                                      |
| Recorde nacional     | Recorde nacional (National record)           | Recorde europeu       | Recorde europeu (European)            | DNF                        | Não terminou (Did not finish)             |   |                                      |
| Recorde pessoal      | Recorde pessoal do atleta (Personal best)    | Recorde da Oceania    | Recorde da Oceania (Oceania)          | DSQ / DQ                   | Desclassificado (Disqualified)            |   |                                      |
| Recorde da temporada | Recorde da temporada do atleta (Season best) | Recorde sul-americano | Recorde sul-americano (South America) | NM                         | Sem marca (No mark)                       |   |                                      |